# تاريخ اليهود في التشيك
يعود تاريخ اليهود في الأراضي التشيكية، والتي تشمل جمهورية التشيك الحديثة بالإضافة إلى بوهيميا وسيليزيا التشيكية ومورافيا، إلى قرون عديدة. هناك أدلة على أن اليهود عاشوا في مورافيا وبوهيميا منذ القرن العاشر. اعتبارًا من عام 2005، كان هناك ما يقرب من 4000 يهودي يعيشون في جمهورية التشيك.

## يهود براغ
يعتقد أن اليهود قد استقروا في براغ في وقت مبكر من القرن العاشر. كان القرن السادس عشر عصرًا ذهبيًا لليهود في براغ. أحد العلماء اليهود المشهورين في ذلك الوقت كان يهوذا لوف بن بتسلئيل المعروف باسم مهرال، والذي شغل منصب الحاخام البارز في براغ معظم حياته. دفن في المقبرة اليهودية القديمة في جوزيفوف، ولا يزال من الممكن زيارة قبره و شاهدة قبره سليمة. يقال أن جسد غولم (الذي أنشأه ماهارال) يقع في علية الكنيس الجديد القديم حيث يحتفظ بجنيزة مجتمع براغ. في عام 1708، كان اليهود يمثلون ربع سكان براغ.

## الإمبراطورية النمساوية المجرية
كان لليهود ارتباط طويل بهذا الجزء من أوروبا كجزء من تشيكوسلوفاكيا الأصلية، وقبل ذلك الإمبراطورية النمساوية المجرية. خلال الألف سنة الماضية، ظهر أكثر من 600 مجتمع يهودي في مملكة بوهيميا. وفقًا لتعداد عام 1930، كان عدد سكان تشيكوسلوفاكيا روثينيا الكارباتية 356830 نسمة.

## أول جمهورية تشيكوسلوفاكية
كان معظم اليهود يتحدثون الألمانية ويعتبرون أنفسهم ألمانًا خلال تسعينيات القرن التاسع عشر. بحلول الثلاثينيات من القرن الماضي، كان اليهود الناطقون بالألمانية قد تفوقوا عدديًا على اليهود الذين يتحدثون اللغة التشيكية. كما انتشرت الصهيونية بين يهود الأطراف (مورافيا وسوديت). في أواخر القرن التاسع عشر وأوائل القرن العشرين، جاء آلاف اليهود إلى براغ من قرى وبلدات صغيرة في بوهيميا، مما أدى إلى تمدين المجتمع اليهودي البوهيمي. من بين 10 ملايين من سكان بوهيميا ومورافيا قبل عام 1938، كان اليهود يشكلون حوالي 1٪ فقط حيث بلغ عددهم (117551) نسمة. عاش معظم اليهود في مدن كبيرة مثل براغ (35403 يهوديًا، يشكلون 4.2٪ من السكان)، وبرنو (11103 ، 4.2٪)، وأوسترافا (6865، 5.5٪).
كانت معاداة السامية في الأراضي التشيكية أقل من أي مكان آخر وعارضها بشدة المؤسس الوطني والرئيس الأول، توماش غاريغ ماساريك (1850-1937)، بينما سهلت العلمانية الأندماج بين كل من اليهود وغير اليهود. ومع ذلك، كانت هناك أعمال شغب مناهضة لليهود أثناء ولادة جمهورية تشيكوسلوفاكية بين عامي 1918 و 1920. بعد الانخفاض الحاد في ممارسة الشعائر الدينية في القرن التاسع عشر، كان معظم اليهود البوهيميين متناقضين مع الدين، على الرغم من أن هذا كان أقل صحة في مورافيا. كان لدى يهود بوهيميا أعلى معدل للزواج المختلط في أوروبا. 43.8٪ تزوجوا من خارج الديانة مقابل 30٪ في مورافيا.

## الهولوكوست

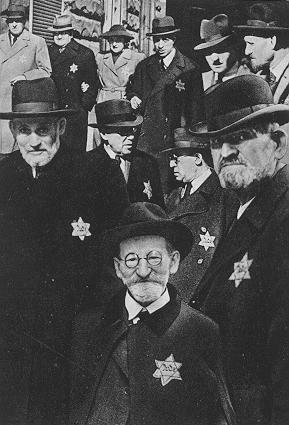
يهود يرتدون شارات صفراء في براغ، ج. 1942

على عكس اليهود السلوفاكيين، الذين رحلوا في الغالب من قبل الجمهورية السلوفاكية الأولى مباشرة إلى معسكرات أوشفيتز وتريبلينكا وغيرها من معسكرات الإبادة، رحل معظم اليهود التشيكيين في البداية من قبل المحتلين الألمان بمساعدة المتعاونين النازيين التشيك المحليين إلى معسكر اعتقال تيريزينشتات فقط للقتل في وقت لاحق. ومع ذلك، أنقذ بعض الأطفال اليهود التشيك من قبل كندرترانسبوت وهربوا إلى المملكة المتحدة ودول الحلفاء الأخرى. إلتأم شمل بعضهم بعائلاتهم بعد الحرب، في حين فقد العديد آباءهم وأقاربهم في معسكرات الاعتقال. 
تشير التقديرات إلى أنه من بين 118310 يهوديًا كانوا يعيشون في محمية بوهيميا ومورافيا عند الغزو الألماني عام 1939، هاجر 26000 بشكل قانوني وغير قانوني؛ 80000 قتلوا على يد النازيين. ونجا 10000 من معسكرات الاعتقال.

## اليوم

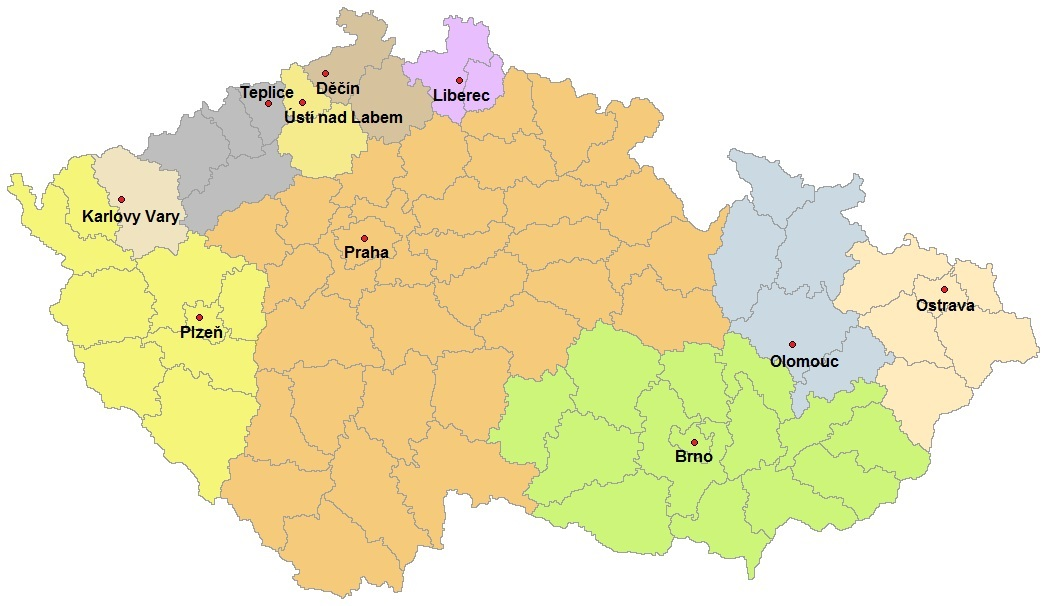
الجاليات اليهودية المرتبطة باتحاد الجاليات اليهودية وإدارتها داخل جمهورية التشيك ، 2008

تتمتع براغ بالحياة اليهودية الأكثر حيوية في جميع أنحاء البلاد؛ تعمل عدة معابد يهودية بشكل منتظم. هناك ثلاث رياض أطفال، ومدرسة نهارية يهودية، وداران للمسنين، وخمسة مطاعم كوشير، وميكفوت، وفندق كوشير. تصدر ثلاث مجلات يهودية مختلفة كل شهر. يبلغ عدد أعضاء الجالية اليهودية في براغ رسمياً حوالي 1500 عضو، لكن العدد الحقيقي لليهود في المدينة يُقدر بأنه أعلى من ذلك بكثير؛ بين 7000 و 15000. بسبب سنوات من الاضطهاد من قبل كل من النازيين والنظام الشيوعي اللاحق، ومع ذلك، فإن معظم الناس لا يشعرون بالراحة للتسجيل كيهود. علاوة على ذلك، فإن المجتمع التشيكي هو الأكثر علمانية في الاتحاد الأوروبي.
هناك عشر مجتمعات يهودية صغيرة في جميع أنحاء البلاد (سبعة في بوهيميا وثلاثة في مورافيا )، وأكبرها في براغ، حيث يعيش ما يقرب من 90 ٪ من جميع اليهود التشيكيين. المنظمة الجامعة للجاليات والمنظمات اليهودية في البلاد هي اتحاد الجاليات اليهودية (اتحاد زدوفسكيش اوبسي FŽOe). تقدم الخدمات بانتظام في براغ، وبرنو، وأولوموك، وتبليتسه، وليبيريتش، وبلسن، وكارلوفي فاري، وبشكل غير منتظم في بعض المدن الأخرى.

### استشهاد عام
- Čapková, Kateřina (2012). Czechs, Germans, Jews?: National Identity and the Jews of Bohemia (بالإنجليزية). New York: Berghahn Books. ISBN:978-0-85745-475-1.
- Gruner, Wolf (2015). "Protectorate of Bohemia and Moravia". In Gruner, Wolf; Osterloh, Jörg (eds.). The Greater German Reich and the Jews: Nazi Persecution Policies in the Annexed Territories 1935-1945. War and Genocide (بالإنجليزية). New York: Berghahn Books. pp. 99–135. ISBN:978-1-78238-444-1.
- Rothkirchen, Livia (2006). The Jews of Bohemia and Moravia: Facing the Holocaust (بالإنجليزية). Lincoln: University of Nebraska Press. ISBN:978-0803205024.

## روابط خارجية
- المكتبة الافتراضية اليهودية - براغ
- احتفال حانوكا في براغ، من قبل الجالية اليهودية في براغ
- حاباد براغ